# António Agostinho Neto
António Agostinho Neto (17. září 1922 Catete, Portugalská západní Afrika – 10. září 1979 Moskva), byl prvním prezidentem Angoly. Známá je rovněž jeho básnická tvorba.

## Biografie
Vůdce Movimento Popular de Libertação de Angola (MPLA – Lidové hnutí za osvobození Angoly) a první angolský prezident se narodil v rodině metodistického kněze a učitelky ve školce. Vyrůstal v Luandě a jako jeden z mála Afričanů mohl studovat na kvalitní střední škole – Lyceu Salvadora Correiy. Byl tichý, odměřený, schopný a dobrý student. Přes svou účast v národním hnutí se mu podařilo vystudovat medicínu v Lisabonu. Po návratu do vlasti však začal být trnem v oku koloniálním úřadům a byl uvězněn. Podařilo se mu prchnout do Maroka a následně řídit protikoloniální boj marxisticky orientované MPLA z exilu – postupně z Conakry, Léopoldvillu a Brazzavillu.
Po pádu diktatury v Portugalsku se i Angola mohla těšit na samostatnost. Vyhlášení nezávislé Angoly bylo s Portugalci domluveno na 11. listopad 1975. Konkurenční osvobozenecká hnutí, UNITA a FNLA, se snažila obsadit hlavní město. MPLA jej za pomoci sovětských raketometů obsluhovaných Kubánci uhájila, a tak to mohl být Neto, kdo vyhlásil nezávislost Angolské lidové republiky a stát se jejím prvním prezidentem.
Vláda MPLA měla přes vojenské úspěchy velké obtíže. Infrastruktura byla válkou poničena, v zemi bylo mnoho vnitřních uprchlíků a opustily ji portugalské kvalifikované pracovní síly. Opoziční hnutí stále bojovala proti MPLA a ovládala značnou část venkovských oblastí. V MPLA došlo k rozkolu, který stál život 30 tisíc lidí a ze kterého vyšlo vítězně prosovětské Netovo křídlo. Nekvalifikovaná správa země a drastický znárodňovací program rychle přivodil kolaps ekonomiky. Angola se tak stala závislá na pomoci spřátelených komunistických států.
V září 1979 zemřel Neto v nemocnici v Moskvě a jeho místo ve straně i prezidentský post zaujal pragmaticky orientovaný José Eduardo dos Santos.
Česky vyšla Netova sbírka veršů Posvátná naděje (1983).

## Vyznamenání

### Angolská vyznamenání
- Řád národního hrdiny Trabalha[1]

### Zahraniční vyznamenání
- Řád Georgiho Dimitrova – Bulharsko[1]
- velkokříž Národního řádu za zásluhy – Guinea[1]
- Medaile Amílcara Cabrala – Guinea-Bissau[1]
- Řád společníků O. R. Tamba ve zlatě – Jihoafrická republika, 27. dubna 2014 – za přínos k boji proti kolonialismu v Angole a za boj za ideály svobody, rozvoje a solidarity na africkém kontinentu[1][2][3]
- Řád Amílcara Cabrala I. třídy – Kapverdy[1]
- Řád Playa Girón – Kuba, 1976[1][4]
- Řád welwitschie podivné – Namibie[1]
- velkokříž Řádu za zásluhy Polské republiky – Polsko[1]
- Leninův řád – Sovětský svaz[1]